# Geoide

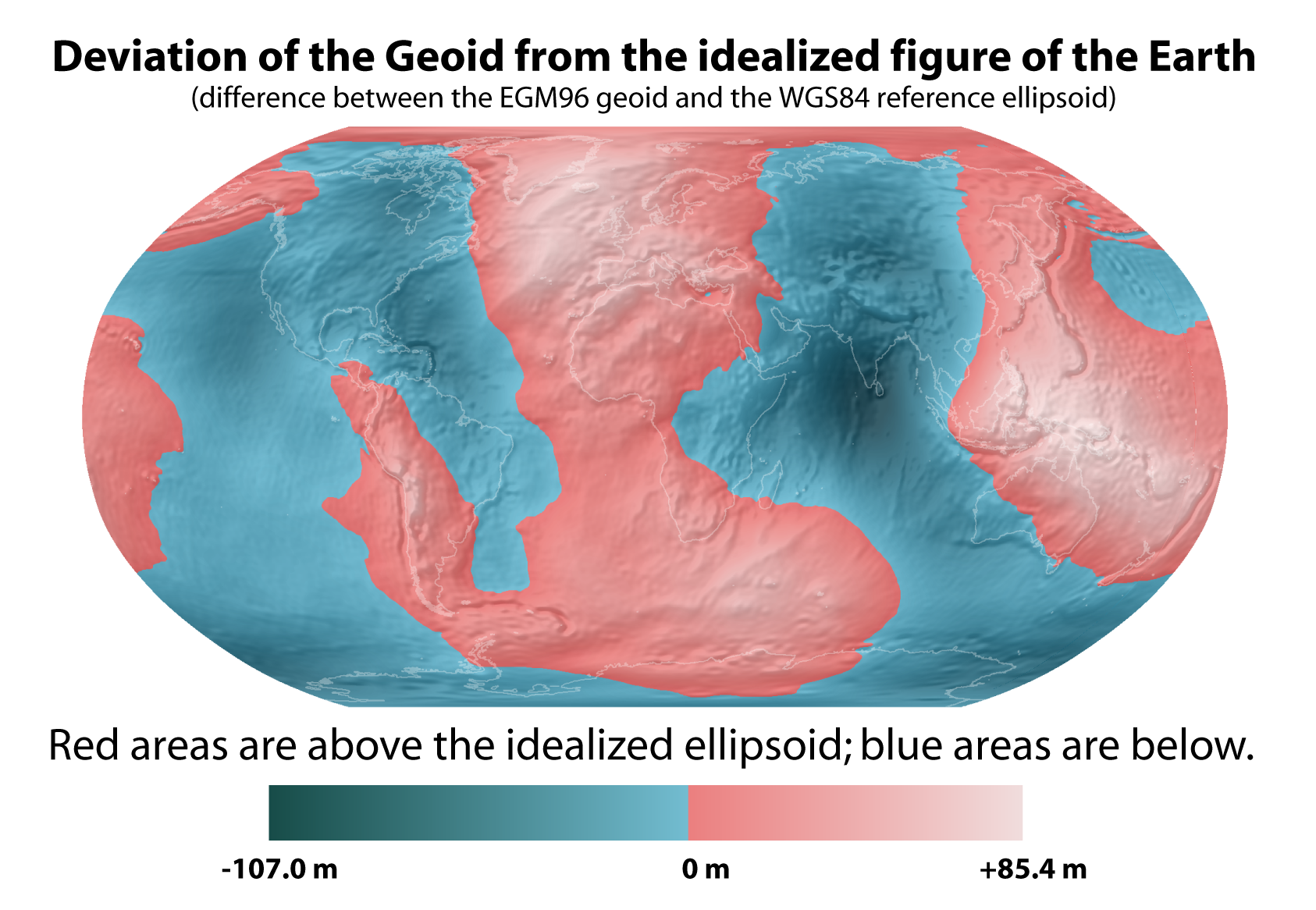
Mapa de les ondulacions del geoide, en metres (basat en el model de gravetat EGM96 i l'el·lipsoide de referència WGS84)

1. Oceà
2. El·lipsoide
3. Plomada local
4. Continent
5. Geoide

Un geoide és un cos de forma gairebé esfèrica encara que amb un lleuger aplatament als pols (esferoide), definit per la superfície equipotencial del camp gravitatori terrestre que coincideix amb el nivell mitjà del mar. Per això, se sol considerar que el geoide és la forma matemàtica, determinada geodèsicament, del planeta Terra. És un mot científic compost del grec: γῆ, 'terra' i ειδος, 'forma', 'forma aparent de la Terra'.

## Definició matemàtica
A la Terra, tot punt pateix una acceleració de la gravetat.{\displaystyle {\overrightarrow {g}}} Aquesta acceleració deriva d'un potencial gravitacional, {\displaystyle W} com ara:
{\displaystyle {\overrightarrow {g}}={\overrightarrow {\operatorname {grad} }}(W)}
Superfícies on el potencial gravitatori {\displaystyle W} és constant són equipotencials gravitacionals. Un geoide és una superfície equipotencial de gravetat propera al nivell mitjà del mar. Aquesta superfície es pot amitjanar o donar en funció del temps (les masses internes de la Terra i dels oceans estan en constant moviment).
Com que l'orientació del camp de gravetat varia a la superfície de la Terra, un geoide no se superposa rigorosament amb un el·lipsoide. La forma d'un geoide és, en efecte, «deformada», a causa de la desigual distribució de les masses a la superfície i en les profunditats del mantell terrestre i a l'interior. No hi ha una correlació simple entre un model numèric de camp i una descripció precisa d'un geoide.
La descripció del geoide es fa tradicionalment per la descomposició en harmònics esfèrics sobre tota la superfície del globus. Tanmateix, usos cada cop més localitzats i dades cada cop més precises (espacials i gravimetres) requereixen l'ús d'altres famílies de funcions, com les wavelets o les slepians, que permetin una descripció més localitzada en el temps i en l'espai.

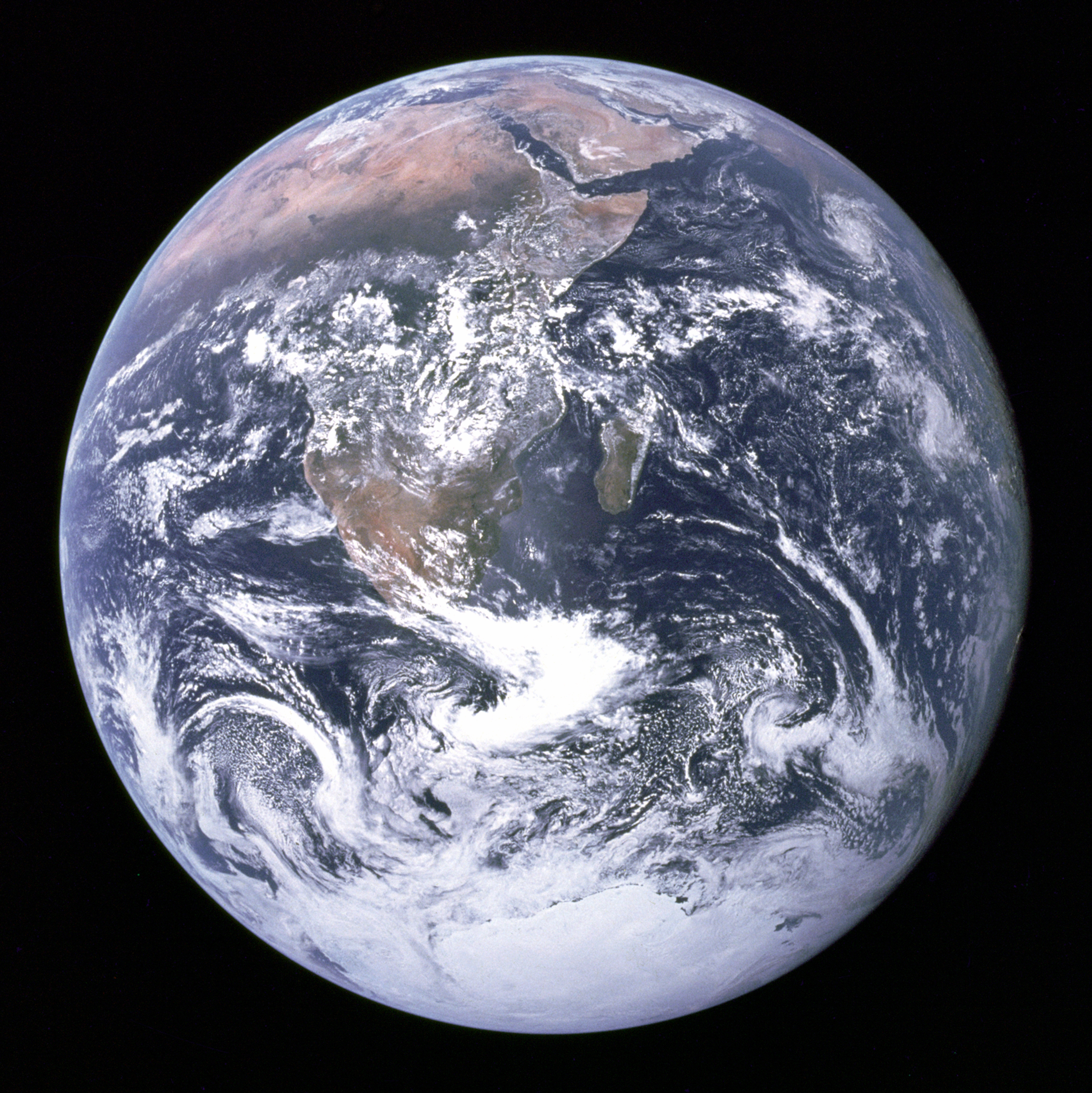
Imatge de la Terra feta des de l'Apollo 17

## Història
El nom geoide s'origina pel fet que el planeta Terra (com altres astres) no és una esfera perfecta sinó que, per efectes de la gravitació i de la força centrífuga produïda en girar sobre el seu eix, es genera l'aplanament polar i l'eixamplament equatorial. S'ha de tenir en compte que si es considera l'escorça, la Terra no és exactament un geoide, però sí que ho és si es representa el planeta amb el nivell mitjà de les marees.
Aquesta noció de la Terra com a geoide va ser predita per Isaac Newton als seus Principia publicats l'any 1687, per a això Newton es va valer d'un senzill experiment: fer girar ràpidament un cos viscós en un fluid líquid, d'aquesta manera va expressar que: «La forma d'equilibri que té una massa sota la influència de les lleis de gravitació i girant al voltant del seu eix és la d'un esferoide aixafat als seus pols.
Aquesta hipòtesi newtoniana va ser estudiada per Giovanni Domenico i Jacques Cassini, i confirmada pels treballs geodèsics de l'expedició duta a terme a les regions equatorials per La Condamine, Godin i Bourges durant el segle xviii, per a tal fi van realitzar la mesura exacta d'un grau de meridià a les proximitats de l'equador i la van comparar amb la mesura d'un grau efectuada a latituds europees. Els treballs matemàtics i geomètrics realitzats al segle xix per Gauss i Friedrich Robert Helmert van ratificar els anteriors descobriments.
A Catalunya el primer geoide gravimètric d'alta precisió va ser calculat l'any 1991 per M.A. Andreu a la Universitat de Barcelona dins d'un projecte finançat per l'Institut Cartogràfic de Catalunya.

## Geografia i geoide
Dins l'entorn de la geografia i disciplines afins o derivades com la geodèsia, cartografia, topografia, etc., en realitat un geoide és la superfície física definida mitjançant el potencial gravitatori, de manera que en tots els punts el potencial és constant. S'exclouen els fenòmens orogènics, de manera que les muntanyes no es tenen en compte. Gràficament, es pot definir com la superfície dels mars en calma perllongada sota els continents. Geomètricament, és gairebé un esferoide de revolució (esfera aplanada pels pols) amb irregularitats menors de 100 metres.

## Gravimetria i geoide

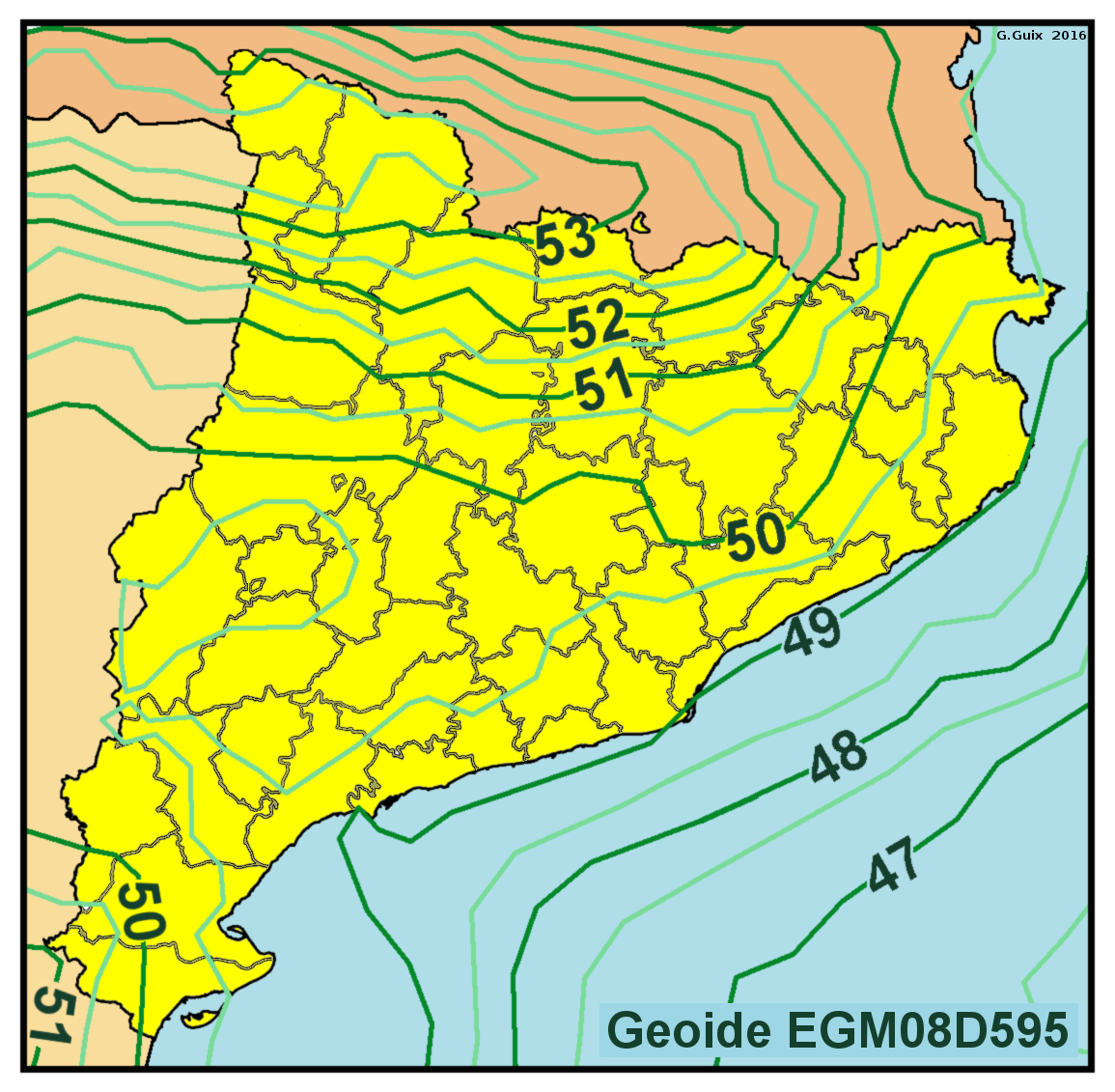
Ondulacions del geoide a Catalunya, en metres sobre l'el·lipsoide. Fixeu-vos-hi que Catalunya és a l'interior d'una regió prominent (Primera imatge de l'article).

Tècnicament i utilitzant eines gravimètriques s'anomena geoide la superfície física definida per un determinat potencial gravitatori (constant en tota la superfície). Per definir el geoide, s'adopta arbitràriament el valor del potencial del geoide associat que més s'aproxima a la superfície dels oceans (la superfície mitjana del mar, prescindint de l'onatge, les marees, els corrents i la rotació terrestre, coincideix quasi exactament amb una superfície equipotencial). La forma del geoide no coincideix necessàriament amb la topografia terrestre, modelada per forces endògenes tectòniques i exògenes (agents geomorfològics). Geomètricament, el geoide és semblant a un esferoide (esfera aplanada pels pols).
La forma del geoide es pot determinar mitjançant:
1. Mesures d'anomalies gravitatòries mesurant la magnitud de la intensitat de la gravetat en nombrosos punts de la superfície terrestre. Atès que és similar a un esferoide (esfera aplanada pels pols), l'acceleració de la gravetat va augmentant des de l'equador fins als pols. Aquestes mesures de la gravetat terrestre han de ser corregides per eliminar les anomalies locals causades per variacions de la densitat.
2. Mesures astronòmiques: es fonamenten a mesurar la vertical del lloc i veure les seves variacions. Aquestes variacions es relacionen amb la seva forma.
3. Mesura de les deformacions produïdes en l'òrbita dels satèl·lits causades per la no-homogeneïtat de la Terra. Així, s'ha determinat un geoide amb desenes de bonys o depressions respecte de l'esferoide teòric. Aquestes irregularitats són menors de 100 metres.

## Esferoide
És important recordar que les superfícies de revolució són aquelles que es generen fent girar una corba a l'entorn d'un eix. Els geofísics consideren l'esferoide com a model geomètric de la Terra, per això l'esferoide té un meridià principal i equador. El·lipse: corba tancada en forma oval.

### Equació de l'el·lipse
Atès que aproximadament un geoide és un esferoide, l'el·lipse que l'origina té semieixos a = radi equatorial de la Terra = 6.378 quilòmetres, i b = radi polar de la Terra = 6.357 quilòmetres.
{\displaystyle {\frac {x^{2}}{a^{2}}}+{\frac {y^{2}}{b^{2}}}=1}

### Aplatament
És la magnitud adimensional:
{\displaystyle \mathrm {aplatament} =f={\frac {a-b}{a}}={\frac {1}{298,2}}}

### Latitud i latitud geocèntrica

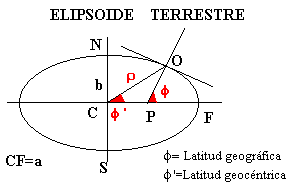
Latitud i latitud geocèntrica

Com que la Terra és aproximadament un esferoide, la latitud, o angle que forma un lloc amb l'equador terrestre, i la latitud geocèntrica, o angle que forma el lloc amb l'equador vist des del centre de la Terra, no és el mateix.
Per a relacionar-los s'introdueix la variable auxiliar u:
{\displaystyle \tan(u)={\frac {b}{a}}\times \tan(\Phi )}
Si H és l'altura de l'observador sobre el nivell del mar en metres i {\displaystyle \rho } la distància al centre de la Terra, es compleix:
{\displaystyle \rho \times \sin(\Phi ')={\frac {b}{as(u)+{\frac {H}{6378140}}\times \cos(\Phi )}}}>

## Geodèsia i geoide
El geoide és una superfície de referència utilitzada en la geodèsia per a determinar perfils altimètrics; és a dir, sovint per a la determinació de la cota sobre el nivell mitjà del mar de tots els punts de la zona que és mesurada.
Atès que el geoide és una superfície normal en tot punt a la direcció de la vertical, és a dir, a la direcció de la força de gravetat, aquesta és la forma que millor descriu la superfície mitjana dels oceans descomptant les variacions de marea, corrents marins o esdeveniments meteorològics.
No obstant això, des del punt de vista cartogràfic, el geoide no pot ser utilitzat per a determinacions planimètriques precises d'una porció de terreny perquè, encara que s'aconseguís relacionar la correspondència dels punts de la superfície de la Terra, no es podria posar en correspondència els punts del geoide amb un sistema cartesià pla. És per això que, en la pràctica, no és factible utilitzar el geoide per a la creació d'una planta arquitectònica, ja que les dades derivades de la projecció sobre el geoide de la superfície terrestre no poden ser descrites sobre un plànol. Per tant, el geoide s'utilitza principalment per a referenciar les cotes de nivell.
Tot això passa perquè és pràcticament impossible descriure el geoide amb una fórmula matemàtica resoluble en un pla: per a conèixer i representar el relleu del geoide, seria necessari conèixer en tot punt de la superfície terrestre la direcció de la força de gravetat, la qual per la seva part depèn de la densitat que la Terra té en cada punt. Aquest coneixement és encara impossible sense una certa aproximació que deixa un important marge d'error, i resulta així poc operativa des del punt de vista matemàtic la definició del geoide.
Cal posar atenció en les diferències existents entre el geoide pròpiament dit i l'esferoide (una altra superfície de referència utilitzada en plànols topogràfics): el primer té ja una rigorosa definició física, però no es descriu bé en matemàtiques. En canvi, el segon (l'esferoide) té una equació matemàtica ben definida. A més a més, hi ha una certa desviació de la vertical entre ambdues superfícies.